# トッケイヤモリ
トッケイヤモリ（Gekko gecko）は、ヤモリ科ヤモリ属に分類されるトカゲ。ヤモリ属の模式種。別名トッケイ、オオヤモリ。

## 分布
インド北東部、インドネシア、カンボジア、タイ王国、中華人民共和国南部、ネパール、バングラデシュ、東ティモール、フィリピン、ブータン、ベトナム、マレーシア、ミャンマー、ラオス。台湾にも分布するが、自然分布か移入されたかは不明。アメリカ合衆国（フロリダ州、ハワイ州）などに移入・定着し、ブラジルでの発見例もある。

## 形態
全長18 - 35センチメートル。頭部は、三角形で大型。背面は細かい鱗で被われるが、やや大型の鱗が混じる。体色は淡青色で橙色の斑点が入る個体が多いが、個体変異や地域変異がある。斑点は、尾では帯状になる。

## 分類
以下の分類・分布は、Reptile Database(2019)に従う。
Gekko gecko gecko (Linnaeus, 1758)
Gekko gecko azhari Mertens, 1955
バングラデシュ

## 生態
森林に生息するが、農耕地や都市部でもよくみられる。名前は、鳴き声に由来する。おどされると噴気音を出して威嚇する。
昆虫、ヤモリ類、小型鳥類、小型哺乳類などを食べる。
繁殖様式は卵生。1回に2 - 3個の卵を産む。

## 人間との関係
伝統的に、タイなどの東南アジア地域では食用とされる他、薬用になると信じられていることもある。地域によっては、本種の鳴き声を7回連続で聞くと幸福が訪れるという言い伝えがある。
分布域が非常に広域で生息数も多いと考えられ、種として絶滅のおそれは低いと考えられている。一方で薬用になると信じられ大規模に商取引されることによる影響も懸念されており、中華人民共和国では開発による生息地の破壊や乱獲により生息数が激減している。2019年にワシントン条約附属書IIに掲載された。
ペットとして飼育されることもあり、日本にも輸入されている。主に野生個体が流通するが、扱いが悪く状態を崩していることもある。顎の力が強いうえに歯が鋭く、気性も荒いため思わぬ怪我をすることもあるので取り扱う場合は注意が必要。枝や流木・コルク樹皮などを立てかけて、隠れ家にする。協調性がないため、単独で飼育する。

## 画像・音声

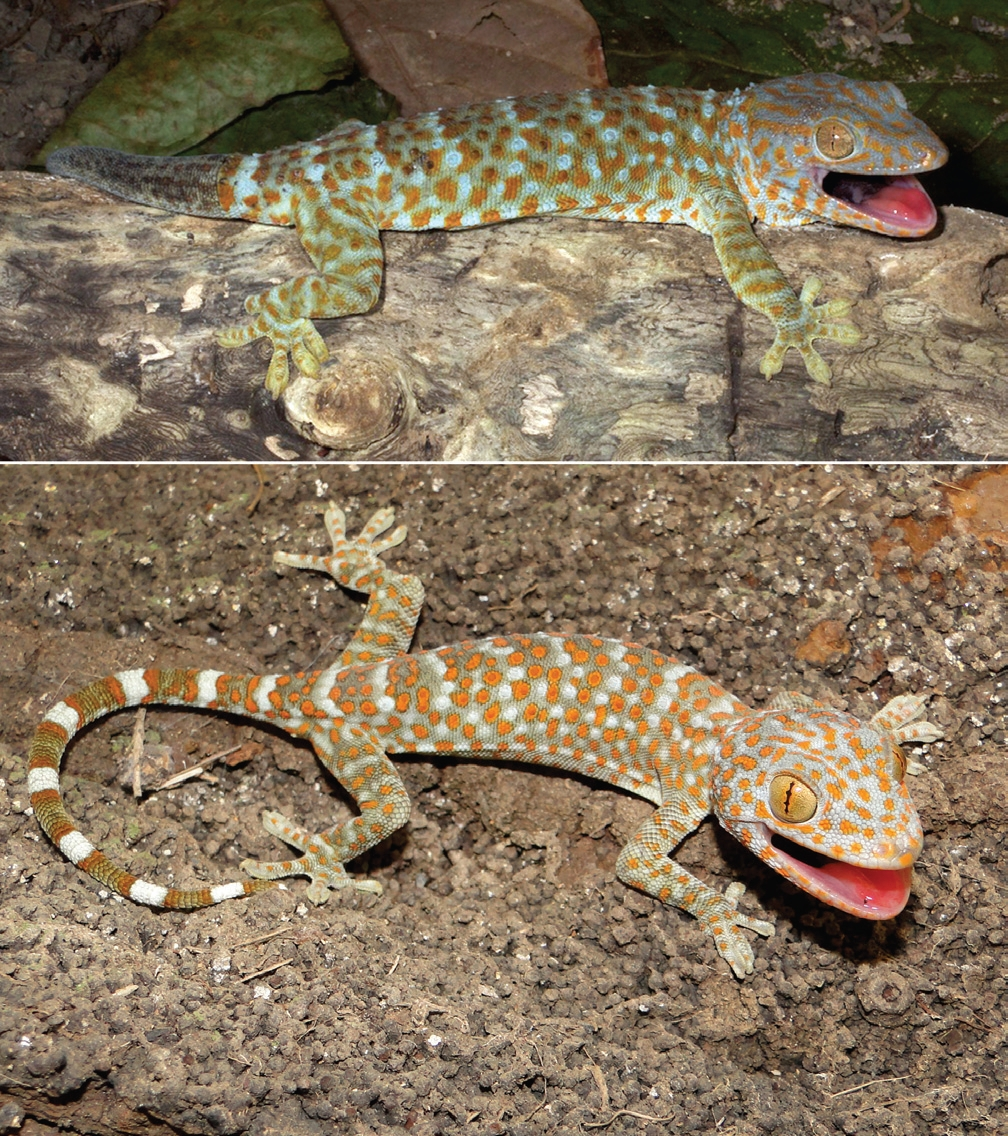
雄の幼体と成体(成体は尾が茶色い)
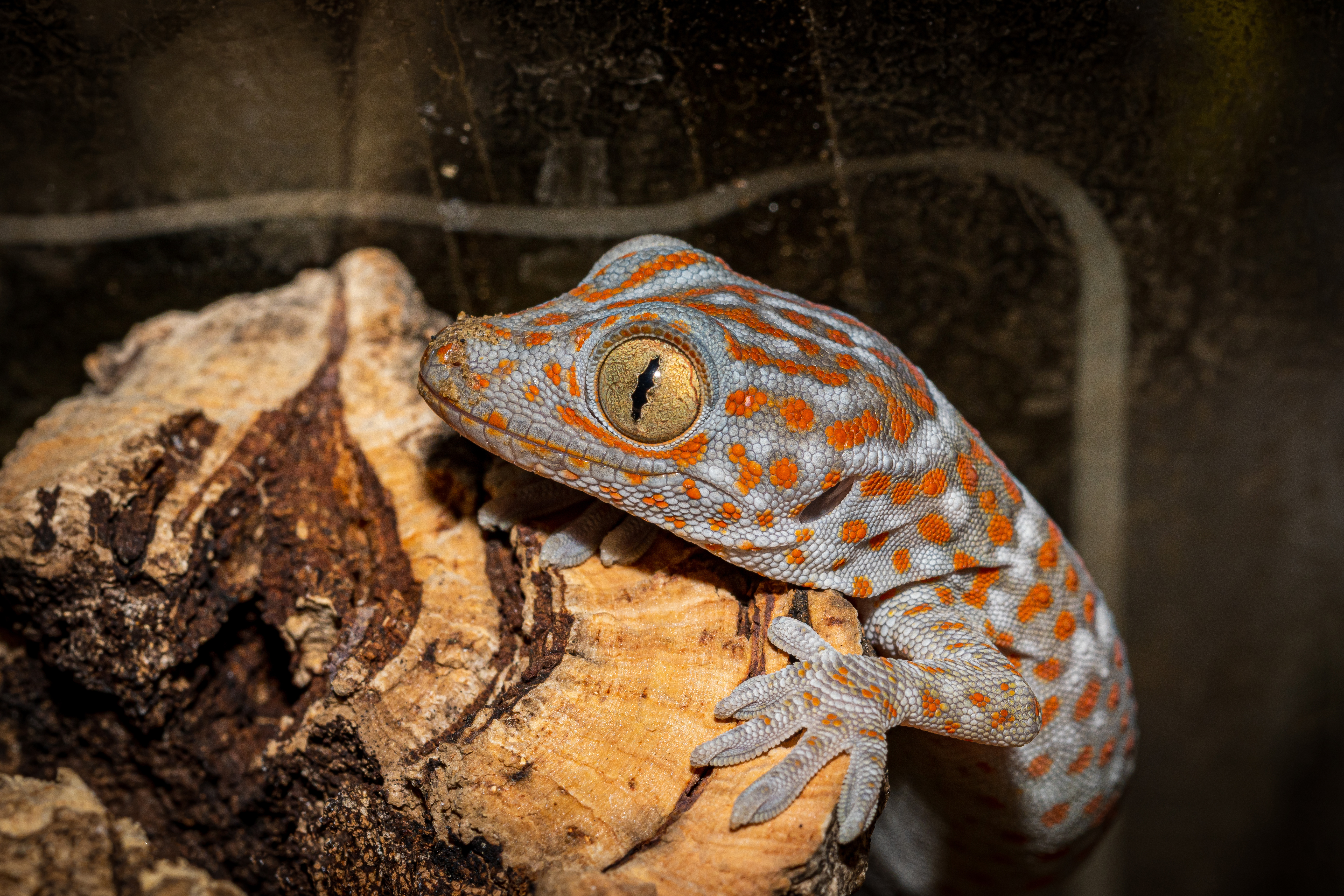
幼体(成体に比べて目が大きい)
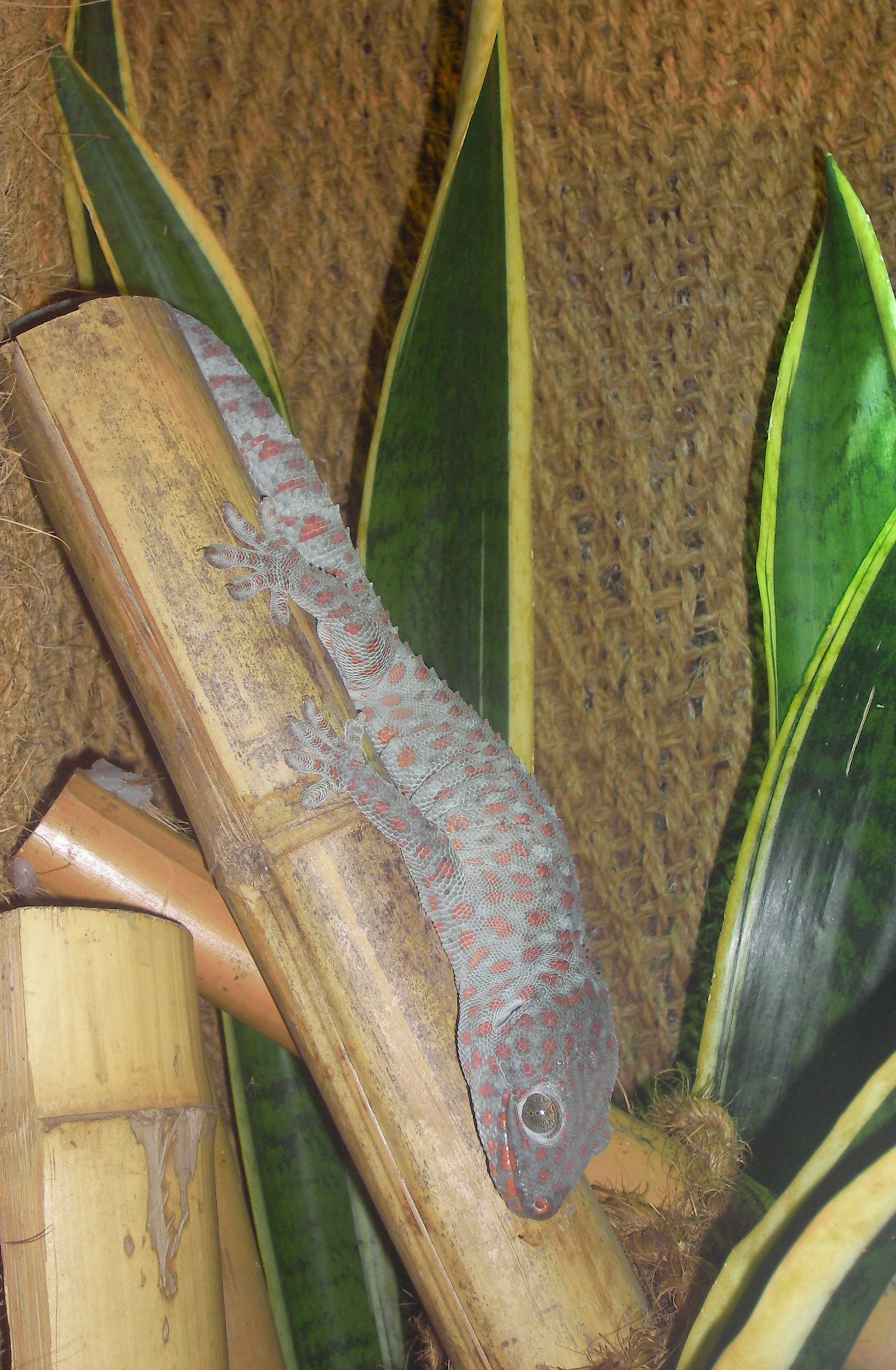
雌の成体(雄と比べ体色が薄い)
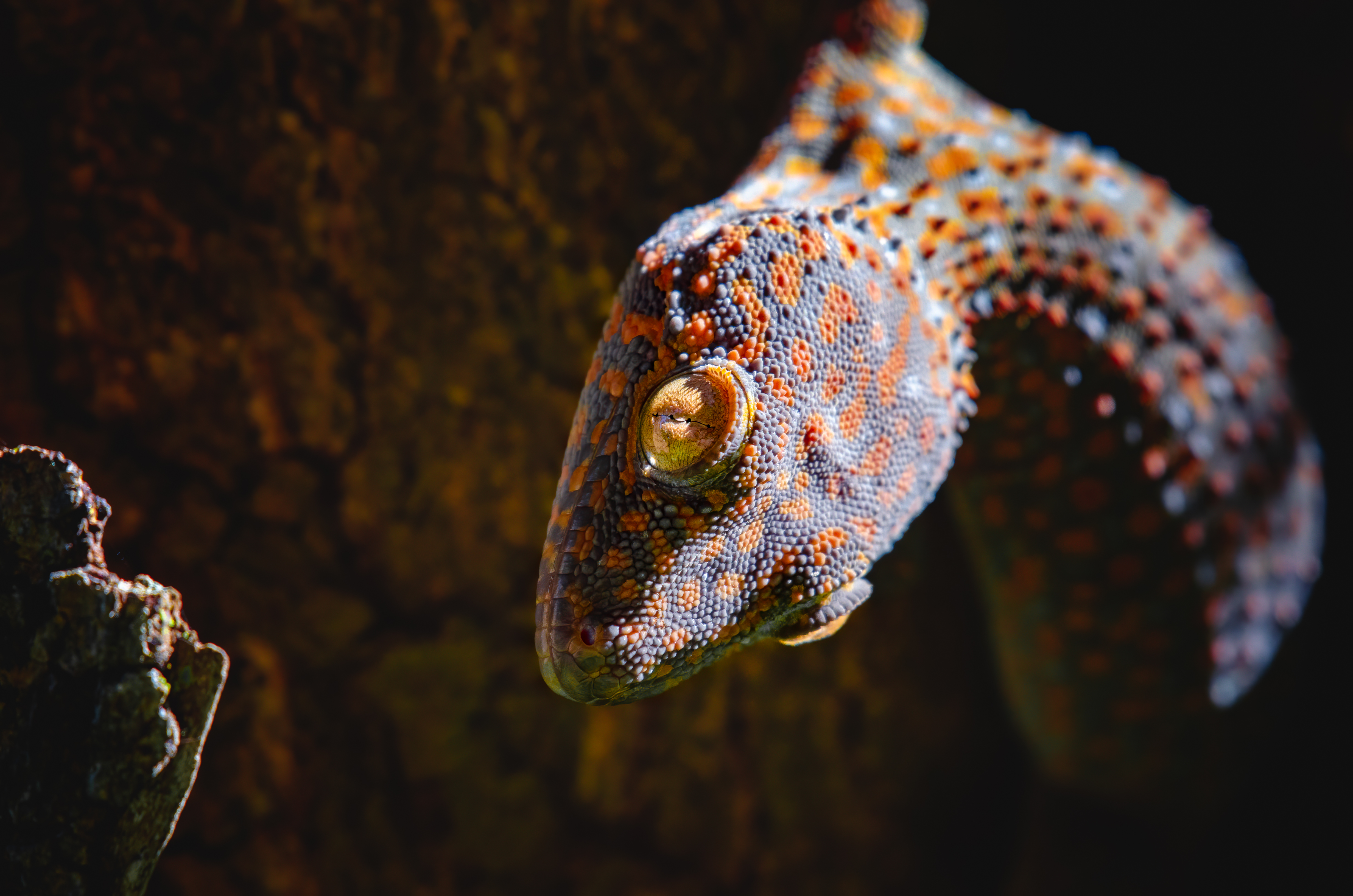
日光浴を行う本種
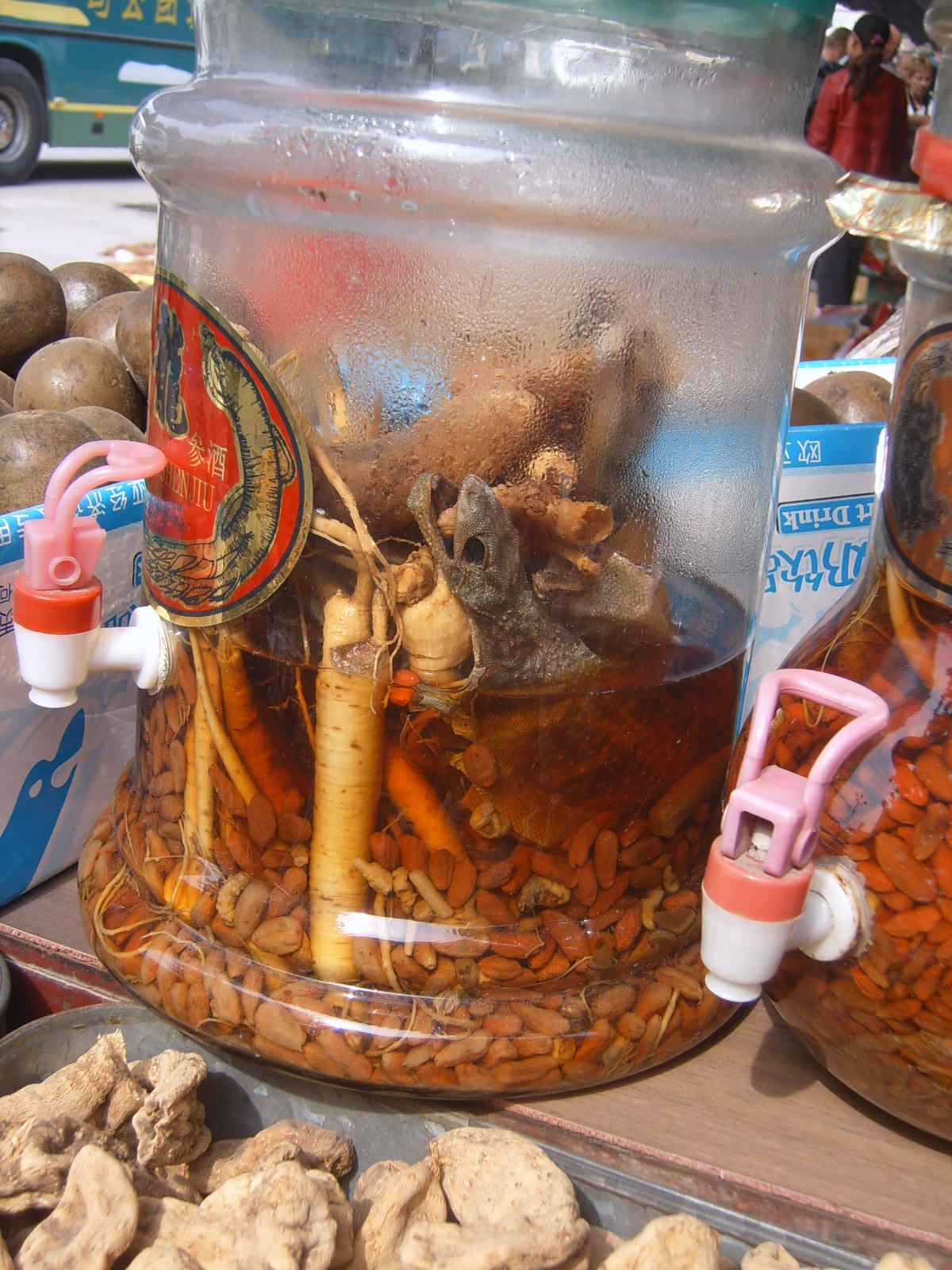
本種を用いた薬用酒
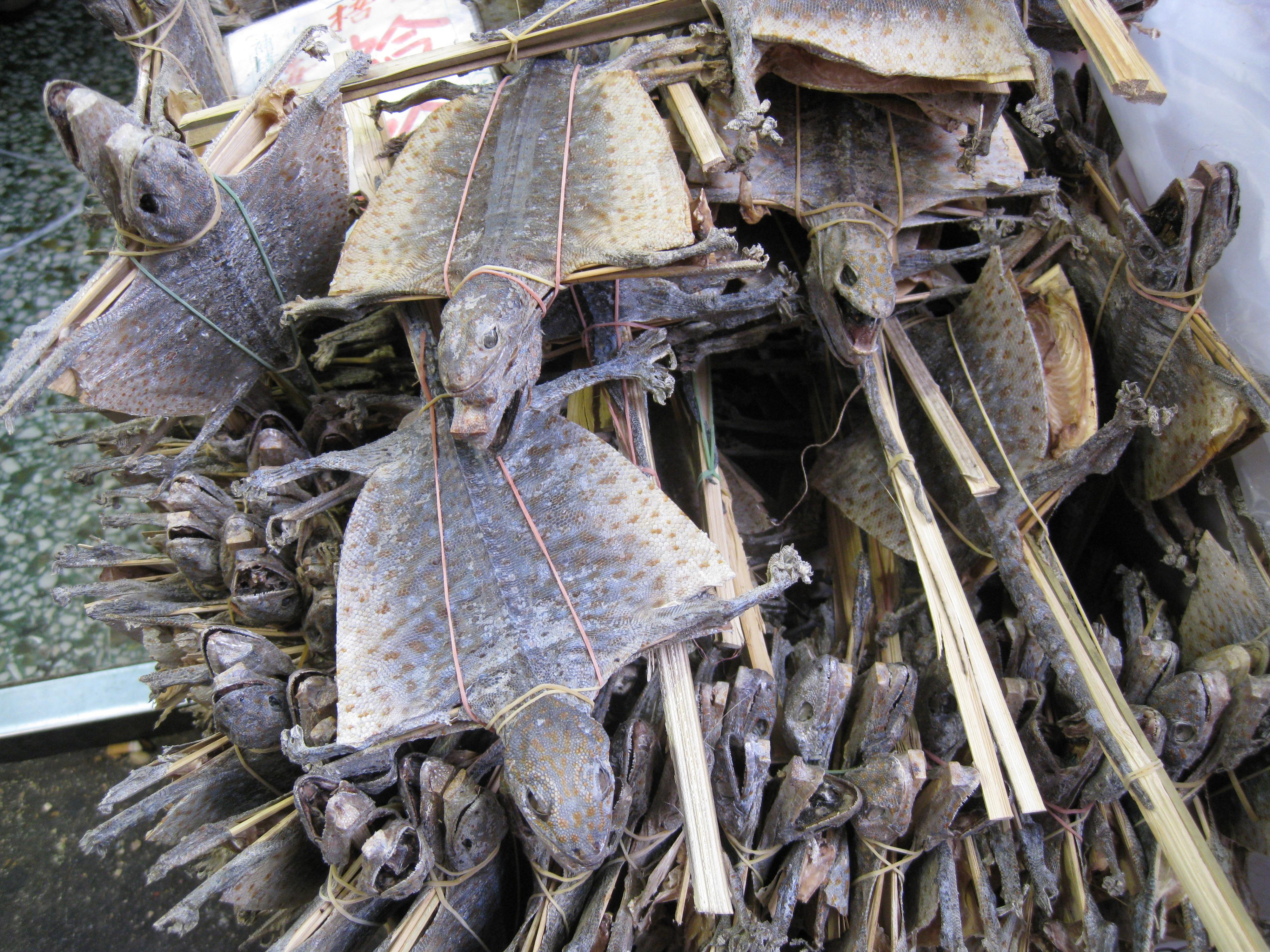
薬用に乾燥された本種
- 鳴き声(名前の由来となっている)